# Steingalle
Als Steingalle („Huffleck“) bezeichnet man eine Erkrankung der Huflederhaut und der Hufkapsel. Im amerikanischen Schriftraum unterscheidet man diese Erkrankung noch nach dem Ort des Auftretens: Im Bereich des Winkels zwischen Eckstrebe und Trachten wird sie als corns, im übrigen Teil der Hufsohle als bruised sole bezeichnet. Die Vorderhufe sind häufiger betroffen als die hinteren. Eine Neigung besteht bei Pferden mit Flachhufen. Bei Rindern entstehen Steingallen durch Quetschungen der Klauensohle, sie treten an der vorderen Extremität vor allem an der Innenklaue, an der hinteren Extremität vor allem an der Außenklaue auf.

## Ursachen
Die häufigste Ursache ist ein unsachgemäßer Hufbeschlag. Wird das Hufeisen zu lange belassen wächst die die Hufwand im Eckstreben-Trachen-Winkel in die Schenkel des Hufeisens ein und es entstehen Druckstellen. Da viele Hufschmiede den inneren Schenkel des Hufeisens nach innen biegen, um ein Abtreten zu vermeiden, wird der Druck eher auf die Sohle als auf die Hufwand geleitet. Dies führt zu Quetschungen und damit zu einer aseptischen Entzündung der Sohlenlederhaut. Verstärkt wird dieser Effekt, wenn das Eisen auch noch etwas zu klein ist. Auch das übermäßige Kürzen der Trachten ist ein begünstigender Faktor.
Bei Rindern kommt es zur Bildung von Steingallen durch mangelde Klauenpflege, weiches Klauenhorn, harte, schlecht verarbeitete Stallböden, lange Asphaltmärsche oder nach einer Umstellung von Tiefstreu auf Laufstall.

## Symptome
Durch die Quetschung entstehen Einblutungen in die Hornröhrchen. Damit kommt es zu rötlichen Flecken im betroffenen Hornabschnitt. Weitere Symptome sind Lahmheit und Druckschmerz. Später kann sich Eiter im erkrankten Bereich bilden.

## Behandlung
Nichteitrige Steingallen können durch Entlastung des betroffenen Abschnitts ausheilen (schwebende Trachten). Eitrige Steingallen müssen eröffnet und unter Verband gehalten werden.